# Irchester
Irchester is een civil parish in het bestuurlijke gebied Wellingborough, in het Engelse graafschap Northamptonshire met 4745 inwoners.

## Geboren
- Phil Neal (1951), Engels voetballer en voetbalcoach